# Jadwiga Boczar
Jadwiga Zofia Boczar z domu Franczak (ur. 4 maja 1916 we Lwowie, zm. 21 czerwca lub 3 lipca 2007 w Warszawie) – podpułkownik Wojska Polskiego w stanie spoczynku, uczestniczka powstania warszawskiego, łączniczka w Wojskowym Korpusie Służby Bezpieczeństwa, prawniczka, dama Orderu Virtuti Militari.

## Życiorys

### Wykształcenie
Urodziła się we Lwowie jako córka nauczyciela akademickiego Jana Franczaka i Joanny z domu Babulskiej. Ukończyła prawo na lwowskim Uniwersytecie Jana Kazimierza. W trakcie studiów weszła w związek małżeński z pochodzącym z Rzeszowa, późniejszym adwokatem, Bolesławem Boczarem. Podczas studiów przeszła kurs przysposobienia wojskowego w cytadeli we Lwowie. Boczar ukończyła kurs pilotażu szybowcowego w Czerwonym Kamieniu pod Lwowem, od 1936 r. dysponowała prawem prowadzenia samochodu. W 1937 lub 1938 r. została mianowana na sierżanta podchorążego. Od połowy lat 30. XX w. mieszkała w Rzeszowie w kamienicy przy ul. Krakowskiej 4 (obecnie ul. ks. Jałowego).

### Działalność podczas okupacji niemieckiej
Od 1939 w Rzeszowie działała konspiracyjnie i udzielała pomocy społeczności żydowskiej. Podczas okupacji niemieckiej udzielała schronienia m.in. Emilii i Janinie Batawom, Stefanowi Bergmanowi vel Brombergowi oraz kobiecie o nazwisku Maszkowska. Dla ukrywanego mężczyzny o wyraźnie semickich rysach Boczar zorganizowała fałszywe dokumenty na nazwisko Stefan Lisowski. W 1942 ów ukrywany został aresztowany i przesłuchiwany ujawnił informacje, które umożliwiły Gestapo dotarcie do Boczar, jej męża, matki i ciotki. Boczar została ostrzeżona przez działaczy konspiracyjnych o zagrożeniu i uciekła do Warszawy, gdzie zamieszkała w kamienicy przy ul. Leszno 94 w okolicy getta. W stolicy nawiązała znajomość z rodzeństwem Stefanią i Aleksandrem Rozenholcami, których bezpiecznie ukryła. Przed rozpoczęciem powstania warszawskiego ulokowała Stefanię w szpitalu Dzieciątka Jezus, gdzie kobieta pozostała do zakończenia powstania. W tym czasie Boczar przystąpiła do Wojskowego Korpusu Służby Bezpieczeństwa, gdzie służyła jako łączniczka w oddziale por. „Magdy” (lwicki) na szlaku bojowym Śródmieście Północ.
Została postrzelona w głowę 20 września 1944 r., w wyniku czego uzyskała później status inwalidy wojennego.

### Losy powojenne
Po zakończeniu powstania Boczar opuściła Warszawę razem z ludnością cywilną i trafiła do obozu przejściowego w Pruszkowie. Tam znalazła Stefanię Rozenholc-Kamińską. Kobiety zamieszkały razem w Chylicach pod Warszawą, później dołączył do nich Aleksander Rozenholc. Rodzeństwo utrzymało kontakt z Boczar do swojej śmierci. 
Zmarła w 2007 r. w Warszawie, pochowana na cmentarzu Wojskowym na Powązkach (kwatera B 28-4-10).

## Ordery i odznaczenia
- Krzyż Srebrny Orderu Virtuti Militari (1941)[7]
- Krzyż Komandorski Orderu Odrodzenia Polski (pośmiertnie, 13 listopada 2008)[8]
- Krzyż Oficerski Orderu Odrodzenia Polski[3]
- Krzyż Kawalerski Orderu Odrodzenia Polski[3]
- Złoty Krzyż Zasługi (4 grudnia 2002)[9]
- Krzyż Walecznych[3]
- Warszawski Krzyż Powstańczy[10]
- Medal za Warszawę 1939–1945[3]
- Medal Zwycięstwa i Wolności 1945[3]
- Odznaka Grunwaldzka[3]
- Medal Sprawiedliwy Wśród Narodów Świata (1983)[3][11]